# Lake Success
Lake Success és una població dels Estats Units a l'estat de Nova York. Segons el cens del 2000 tenia 2.797 habitants.

## Demografia
Segons el cens del 2000, Lake Success tenia 2.797 habitants, 798 habitatges, i 683 famílies. La densitat de població era de 574,4 habitants/km².
Dels 798 habitatges en un 35,3% hi vivien nens de menys de 18 anys, en un 77,9% hi vivien parelles casades, en un 5,4% dones solteres, i en un 14,4% no eren unitats familiars. En el 12,4% dels habitatges hi vivien persones soles el 9,9% de les quals corresponia a persones de 65 anys o més que vivien soles. El nombre mitjà de persones vivint en cada habitatge era de 2,86 i el nombre mitjà de persones que vivien en cada família era de 3,11.
Per edats la població es repartia de la següent manera: un 20,1% tenia menys de 18 anys, un 4,1% entre 18 i 24, un 15,8% entre 25 i 44, un 24,3% de 45 a 60 i un 35,8% 65 anys o més.
L'edat mediana era de 52 anys. Per cada 100 dones de 18 o més anys hi havia 73,1 homes.
La renda mediana per habitatge era de 134.383 $ i la renda mediana per família de 145.562 $. Els homes tenien una renda mediana de 100.000 $ mentre que les dones 46.923 $. La renda per capita de la població era de 58.002 $. Entorn de l'1,4% de les famílies i l'1,9% de la població estaven per davall del llindar de pobresa.